# Trichopsora
Trichopsora är ett släkte av svampar. Trichopsora ingår i familjen Pucciniosiraceae, ordningen Pucciniales, klassen Pucciniomycetes, divisionen basidiesvampar och riket svampar.
|             | Dietelia                                    |
|             |                                             |
|             | Pucciniosira                                |
|             |                                             |
|             | Cionothrix                                  |
|             |                                             |
|             | Didymopsora                                 |
|             |                                             |
|             | Baeodromus                                  |
|             |                                             |
|             | Ceratocoma                                  |
|             |                                             |
|             | Chardoniella                                |
|             |                                             |
|             | Alveolaria                                  |
|             |                                             |
| Trichopsora | \| \| Trichopsora tournefortiae \| \| \| \| |
|             | \| \| Trichopsora tournefortiae \| \| \| \| |
|             | Gambleola                                   |
|             |                                             |
|             | Trichopsora tournefortiae                   |
|             |                                             |

|  | Trichopsora tournefortiae |
|  |                           |